# 1988 en photographie
| Années de la photographie : 1985 - 1986 - 1987 - 1988 - 1989 - 1990 - 1991    |
| Décennies de la photographie : 1950 - 1960 - 1970 - 1980 - 1990 - 2000 - 2010 |

Cet article présente les faits marquants de l'année 1988 en photographie.

## Événements
- mai : le quotidien japonais Asahi shinbun crée un magazine hebdomadaire Aera qui associe photographies et informations ; un portrait photographique d'une personnalité réalisé par Eiichiro Sakata figure sur la couverture ; lorsqu'il s'agit d'un photographe, c'est ce dernier qui propose un autoportrait photographique.
- Ouverture à Labruguière dans le Tarn de l’Espace photographique Arthur-Batut, à l’occasion du centenaire de la première photographie aérienne par cerf-volant (photo cervolisme) réalisée par ce photographe[1].
- L'Hôtel Hannon, une maison de maître de style Art nouveau construite à Saint-Gilles en Belgique pour Édouard Hannon, ingénieur de la firme Solvay, est mise à la disposition de l'Espace photographique Contretype qui conserve l'œuvre photographique d'Édouard Hannon et assure la promotion de la photographie créative ; elle occupe la maison  jusqu'en 2014.
- Création à Lyon de l'agence de presse photographique Editing.

## Livres de photographies
- Claude Dityvon, Mai 1968, texte de Renaud, Camera obscura, 1988, 110 p.  (ISBN 2-86804-518-9) Aperçu en ligne sur Gallica.
- Thierry Girard, La Ligne de partage,  éd. Admira  (ISBN 2-907658-01-8).
- Carol-Marc Lavrillier, Rodin, « La Porte de l'enfer », textes de Yann Le Pichon, Lausanne, Éditions Pont Royal  (ISBN 2-88260-005-4).
- Sally Mann, At Twelve: Portraits of Young Women, New York, Aperture, 53 p.  (ISBN 9780893812966) ; l'ouvrage regroupe un ensemble de photographies d'adolescentes de douze ans.
- Irving Penn, Flowers, New York, Harmony Books  (ISBN 978-0517540749).
- Ferdinando Scianna :
  - Kami, Palerme, L’Immagine, 137 p. : photographies de la vie des mineurs dans le village de Kami en Bolivie.
  - Ore di Spagna, texte de Leonardo Sciascia, Marina di Patti (Messine), Pungitopo, coll. « La Parola e l'immagine », no  1, 124 p.

## Films sur la photographie
- Roger Pic et Patrick Roegiers, Rue du regard : portrait de Pierre Gassmann, Paris, les Films du grain de sable, 48 min. : film documentaire consacré à Gassmann, avec la participation de Henri Cartier-Bresson et Robert Doisneau ; il est présenté aux Rencontres de la photographie d'Arles.

## Expositions
- 15 janvier - 17 avril : Ergy Landau, Musée Nicéphore-Niépce, Chalon-sur-Saône[2].
- 20 janvier - 13 mars : Josef Sudek, Centre Georges-Pompidou, Paris[3],[4].
- 11 mai - 16 août : Winogrand figments from the real world, commissaire d'exposition John Szarkowski, Museum of Modern Art (MoMA), New York.
- 2 juillet - 30 septembre : Germaine Krull : photographie 1924-1936, Musée Réattu, Arles, dans le cadre des Rencontres de la photographie d'Arles

puis Musée d'art moderne à Céret et Musée Nicéphore-Niépce à Chalon-sur-Saône.
- 30 juillet - 4 septembre : Wassertürme. Bernd et Hilla Becher, Kunstverein, Munich

10 décembre 1988 - 12 février 1989 : Châteaux d'eau. Bernd et Hilla Becher, Magasin-Centre national d'art contemporain, Grenoble.
- juillet - août : Les trésors de la Société française de photographie, Galerie municipale du Château d'eau, Toulouse.
- 15 septembre - 13 novembre : Nicholas Nixon : Pictures of People, Museum of Modern Art (MoMA), New York[7].

- 1er octobre - 13 novembre : Balthasar Burkhard, Kunsthalle, Berne[8].

- 20 octobre - 31 janvier 1989 : Vues d'en haut, 14-18 : la photographie aérienne pendant la guerre de 1914-1918, Hôtel des Invalides, Paris, exposition organisée par le Musée de l'Armée et le Musée d'histoire contemporaine-BDIC.

- 27 octobre - 9 janvier 1989 : Alliance-Photo : agence photographique 1934-1940, Bibliothèque historique de la ville de Paris, Hôtel de Lamoignon, Paris[9],[10].

- octobre : Maurice Tabard, Galerie municipale du Château d'eau, Toulouse.

- 18 novembre - 15 janvier 1989 : Black Photography in America, Pavillon des Arts, Paris, dans le cadre du Mois de la photo

photographies de Gordon Parks, James Van Der Zee, Roy DeCarava et Coreen Simpson.
- Ralph Gibson - 1962-1988, Bibliothèque nationale de France, Paris ; commissariat Jean-Claude Lemagny.
- Marc Riboud : Lasting Moments 1953-1988, Centre international de la photographie, New York.
- Mon royaume pour un cheval. 70 photographies de Fernand Michaud pour un portrait d'Ariel Garcia-Valdès, Maison de la Culture, La Rochelle[11].

## Festivals et congrès photographiques
- 1re édition du festival Photofolies à Rodez en France.
- 3 juillet - 15 août : 19es Rencontres de la photographie d'Arles La Chine, la danse, la pub...[12],[13].
- novembre : 5e Mois de la photo, Paris[10].

## Prix et récompenses
- Grand Prix national de la photographie : Bernard Plossu.
- Prix Niépce : Keiichi Tahara.
- Prix Nadar : André Kertész : soixante-dix années de photographie (préf. Cornell Capa), Paris, Hologramme, 1987, 206 p.
- Création du prix Henri-Cartier-Bresson d’aide à la création photographique par la Fondation Henri-Cartier-Bresson ; décerné tous les deux ans, il l'est pour la première fois l'année suivante en 1989.
- Prix Kodak de la critique photographique : 1er prix : Xavier Lambours ; 2e prix : Paola Salermo.
- Grand prix Paris Match du photojournalisme : Chip Hires pour ses reportages sur les inondations au Bangladesh.
- Médaille David-Octavius-Hill : Joan Fontcuberta.
- Prix culturel de la Société allemande de photographie : William Klein
- Prix Oskar-Barnack : Chris Steele-Perkins.
- Prix Erich-Salomon à Sebastião Salgado.
- Prix du duc et de la duchesse d'York : Sorel Cohen.
- Prix Robert Capa Gold Medal : Chris Steele-Perkins.
- Prix George-Polk : Mary Ellen Mark.
- Prix Pulitzer : 
  - Prix Pulitzer de la photographie d'article de fond : Michel duCille du Miami Herald pour un reportage photographique sur les consommateurs de crack à Miami.
  - Pulitzer Prize for Spot News Photography : Scott Shaw, de l'Odessa American, pour sa photographie d'une petite fille secourue d’un puits où elle était tombée.
- Prix Ansel-Adams : Tom Algire.
- Prix W. Eugene Smith : Paul Graham.
- Infinity Awards
  - Prix pour l'œuvre d'une vie : Edwin H. Land.
  - Prix de la publication Infinity Award : Richard Misrach, Desert Cantos, University of New Mexico Press.
  - Infinity Award du photojournalisme : Sebastião Salgado.
  - Infinity Award for Art : Georges Rousse et Joel-Peter Witkin.
  - Prix de la photographie appliquée : Guy Bourdin.
- Prix de la Société de photographie du Japon / prix annuel : Jun Miki, Kōichi Saitō, Takeyoshi Tanuma / espoirs : Hiroh Kikai / contributions remarquables : Hiroshi Hamaya.
- Prix Higashikawa : photographe japonais : Shōji Ueda ; photographe étranger : Lewis Baltz ; photographe espoir : Eiji Ina.
- Prix Kimura Ihei  : Ryūji Miyamoto
- Prix Ken-Domon : Takeshi Nishikawa.
- World Press Photo de l'année : Anthony Suau pour la photographie prise le 18 décembre 1987 lors de l'élection présidentielle en Corée du Sud (une mère désespérée s'accote contre le bouclier d'un policier anti-émeutes et demande grâce pour son fils arrêté après une manifestation)[14].
- Prix international de la Fondation Hasselblad : Édouard Boubat.
- Grand prix de photographie de la Fondation vaudoise pour la culture : Marcel Imsand.

## Naissances
- 28 janvier : Camille Lepage, photographe de guerre et journaliste française, tuée lors d'un reportage en Centrafrique le 12 mai 2014.
- 6 mai : Mária Švarbová, photographe slovaque.
- décembre : Heba Khamis, photojournaliste égyptienne.
- 7 janvier : Nikita Shokhov, photographe russe, lauréat en 2014 d'un 3e prix World Press Photo, catégorie Staged Portraits.
- Date précise inconnue ou non renseignée :
  - Maia Flore, photographe française, lauréate en 2015 du prix HSBC pour la photographie.
  - Eythar Gubara, photographe soudanaise.
  - Romain Mader, photographe suisse.

## Décès
- 4 avril : Florestine Perrault Collins, photographe professionnelle américaine, active à La Nouvelle-Orléans, née le 20 janvier 1895.
- 17 avril : Toni Frissell, photographe américaine, née  le 10 mars 1907.
- 29 avril : Jakob Tuggener, photographe suisse, né le 7 février 1904.
- Date précise inconnue ou non renseignée : 
  - Isshū Nagata, photographe japonais, né en 1903.
  - Werner Rosenberg, dit Vero, photographe et photojournaliste français d'origine allemande, né le 14 avril 1913.

## Célébrations
Bicentenaire de naissance
- Fortuné Joseph Petiot-Groffier
- George Wilson Bridges

Centenaire de naissance
- Fernand Bignon
- Alexander Binder
- Eduardo Cativiela Pérez
- Émile Gos
- Gaston de Jongh
- Ksado
- Francisco Marí
- Melbourne Spurr

Centenaire de décès
- Louis Buvelot
- Constant Alexandre Famin
- Giacomo Luzzatto
- Hippolyte Mailly
- Pompeo Pozzi
- Charles Reutlinger
- James Robertson